# 헤르베르트 에르하르트
헤르베르트 "에르틀" 에르하르트(독일어: Herbert "Ertl" Erhard 또는 독일어: Herbert Erhardt, 1930년 7월 30일~2010년 7월 3일)는 독일의 축구 선수로, 현역 시절 수비수로 활약했다.

## 구단 경력
바이에른주 퓌르트 출신인 에르하르트는 그로이터 퓌르트와 바이에른 뮌헨에서 활동했다. 그는 거친 견제, 권모술수, 주장으로서의 역량으로 알려져 있다. 독일 축구 연맹은 에르하르트를 독일 역대 최고의 수비수 20인 목록에 이름을 올렸고, 1980년대 선수들이 대부분을 차지한 바이에른 뮌헨의 역대 최고 16인 선수단에도 이름을 올렸다.
에르하르트는 초년 시절에 측면 수비수로 활약하다가 1950년대 중반에 돌출형 수비수로 역할을 바꾸었다. 그는 1950년대가 끝날 때까지 전방 수비수로 활약했다.

## 국가대표팀 경력
에르하르트는 서독 국가대표팀 경기에 50번 출전했고, 1954년 월드컵의 우승 주역이었다. 그는 1958년과 1962년에도 같은 대회에 참가했다.
비록 에르하르트는 1954년 월드컵 경기에 출전하지 않았지만, 제프 헤르베르거 감독은 그의 수비진에 베르너 콜마이어를 대신해 헝가리와의 결승전에서 에르하르트를 좌측면에 배치할 것인지 저울질했고, 결국 오스트리아와의 준결승전과 마찬가지로 콜마이어를 기용했다. 헤르베르거는 에르하르트를 1958년 초에 중앙 수비로 역할을 바꾸면서 안목이 옳았음을 증명했다. 에르하르트가 중앙 수비를 맡으면서, 그는 서독의 1958년 주역으로 활약했고, 이후 1962년 9월에 국가대표팀에서 은퇴할 때까지 독일의 표준형 안쪽 측면 수비수로 떠올랐다. 1959년에서 1962년까지 그는 서독 국가대표팀 경기에 주장을 차고 16번의 경기에 출전했다.